# Катастрофа ATR 42 на озере Виктория
Катастро́фа ATR 42 на о́зере Викто́рия — авиационная катастрофа, произошедшая 6 ноября 2022 года. Самолёт ATR 42-500 авиакомпании Precision Air, выполнявший рейс 494 с 39 пассажирами и 4 членами экипажа, потерпел крушение на озере Виктория при заходе на посадку в аэропорт города Букоба в Танзании.

## Самолёт
Разбившимся самолётом был ATR 42 с серийным номером 819 и регистрационным 5H-PWF. Совершил свой первый полёт 16 августа 2010 года и вскоре доставлен Precision Air. Оснащён двумя турбовинтовыми двигателями Pratt & Whitney Canada PW100.

## Экипаж и пассажиры
Состав экипажа рейса 494 был таким:
- Командир воздушного судна (КВС) — Бурухани Бубага (англ. Buruhani Bubaga), танзаниец
- Второй пилот — Питер Одхиамбо (англ. Peter Odhiambo), гражданин Кении
- В салоне работали 2 бортпроводника

Один из пассажиров и второй пилот были кенийцами, все остальные на борту — граждане Танзании.

## Катастрофа
Рейс 494 вылетел из Дар-эс-Салама в Букобу с остановкой в Мванзе. Однако при заходе на посадку самолёт упал в озеро Виктория и разрушился на несколько частей. На фотографиях и видео, опубликованных в социальных сетях, видно, что самолёт почти полностью погрузился в воду, виден только его хвост. Из 43 человек, находившихся на борту, трое, как сообщается, погибли на месте. Ещё 14 (в том числе оба пилота) утонули в ходе спасательной операции. В больнице умерли ещё двое.

## Последствия
Аэропорт Букоба после катастрофы был временно закрыт.
Спасатели и рыбаки прибыли на место катастрофы, пытаясь спасти тех, кто всё ещё находился в ловушке внутри самолёта. По словам Альберта Чаламилы, комиссара провинции Кагера, сотрудники экстренных служб поддерживали связь с пилотами в кабине пилотов и пытались подтянуть самолёт ближе к берегу с помощью верёвок.
Премьер-министр Танзании Кассим Маджалива распорядился провести расследование катастрофы. К расследованию будет привлечено Управление гражданской авиации Танзании. Французское Бюро по расследованию и анализу безопасности гражданской авиации подтвердило, что их члены отправятся в Танзанию для оказания помощи в расследовании. Технические консультанты из компании-производителя самолёта ATR также присоединятся к расследованию.